# 三尖色木槭
三尖色木槭（学名：Acer pictum subsp. tricuspis）是无患子科槭属的亞種。分布于中国大陆的四川、贵州等地，生长于海拔1,000米至1,800米的地区，一般生于疏林中，目前尚未由人工引种栽培。